# Bly Ranger Station
Koordinaten: 42° 24′ 1,5″ N, 121° 2′ 46″ W

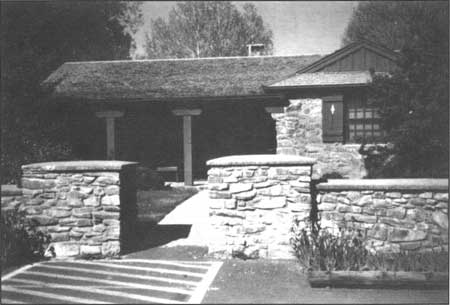
Bly Ranger Station

Bly Ranger Station ist eine Einrichtung des United States Forest Service und dient als Hauptquartier für den Bly Ranger District, einer Unterteilung des Fremont National Forest. Sie befindet sich in der kleinen Ortschaft Bly (Klamath County) im südlich-zentralen Teil des Bundesstaates Oregon in den Vereinigten Staaten. Die Station wurde zwischen 1936 und 1942 durch das Civilian Conservation Corps gebaut. Die sieben ursprünglichen Gebäude werden auch heute noch vom Bly Ranger District genutzt. Die Anlage wurde 1981 in das National Register of Historic Places eingetragen.

## Geschichte
Zu Beginn des 20. Jahrhunderts war das Netz der forstwirtschaftlichen Straßen nicht gut entwickelt. Um die Arbeit in den National Forests zu erleichtern, baute der Forest Service an strategisch günstigen Stellen Stationen, um die vollzeitbeschäftigten Angestellten unterzubringen und Stützpunkte für Waldbrandpatrouillen und Arbeitsgruppen zu schaffen, die in abgelegenen Teilen des Waldes eingesetzt wurden. Nach dem Zweiten Weltkrieg erweiterte der Forest Service das Forststraßennetz umfassend, so dass Forstarbeiter die meisten Waldgebiete innerhalb weniger Stunden erreichen konnten. Deswegen wurden die meisten der isolierteren Rangerstationen geschlossen oder in nur während der Sommersaison genutzte Wachstationen umgewandelt. Die Bly Ranger Station diente seit ihrer Erbauung durchgehend als administratives Hauptquartier des Distrikts.
Der Aufbau der Bly Ranger Station begann 1935, als der Forest Service ein vier Acre (rund 1,6 Hektar) großes Grundstück in Bly erwarb, um eine Rangerstation für den westlichen Distrikt des Fremont National Forest einzurichten. Der Forest Service bezahlte 625 US-Dollar für das Anwesen. Die Station wurde von Arbeitern des Civilian Conservation Corps, die in der Nähe stationiert waren, mit Unterstützung örtlicher Männer gebaut. Die Konstruktion folgte Plänen, die der Architekt des Forest Service für den Pazifischen Nordwesten gefertigt hatte. Die sieben ursprünglichen Bauwerke entstanden zwischen 1936 und 1942. Ein modernes Bürogebäude wurde in den 1960er Jahren hinzugebaut.
Die vom Civilian Conservation Corps errichteten Originalbauten bestehen noch und sind in hervorragendem Zustand. Weil die Bly Ranger Station einen einzigartigen historischen Wert als Beispiel für eine der frühen Rangerstationen des Forest Service hat, wurde sie mit ihrer Umgebung am 11. März 1981 in das National Register of Historic Place aufgenommen.

## Gebäude
Zu den historischen Gebäuden gehören ein administratives Gebäude des Distrikts, zwei größere Unterkunftsbauten, das Wohnhaus des Wächters, ein Lagergebäude, eine Garage sowie eine Tankstelle. Die Gebäude wurden in dem für die Kaskadenkette üblichen rustikalen Baustil gestaltet, wobei örtlich vorkommende Steine und vor Ort geschnittenes Kiefernbauholz zur Verwendung kamen. Das Dach wurde mit Schindeln aus Holz gedeckt. Die Fensterläden und die Giebelseiten sind mit dem Logo des Forest Service versehen, wie es bei den in den 1930er Jahren erbauten Bauwerken des Forest Service üblich war. Das Civilian Conservation Corps baute auch die 120 m lange Steinmauer vor der Einrichtung, um diese von den Parkplätzen am Highway abzugrenzen.
Die Baukosten für die Errichtung der Gebäude waren niedrig. Das Bürogebäude und die Hauptunterkunftsgebäude wurden 1937 fertiggestellt, wobei das Bürogebäude mit 1700 US-Dollar und die Wohnhäuser mit 2400 US-Dollar zu Buche schlugen. Die 1939 errichtete Tankstelle kostete 300 US-Dollar. Das letzte Haus, das gebaut wurde, war das Wohnhaus des Wächters. Es entstand 1942 für 1600 US-Dollar.

## Lage
Die Bly Ranger Station befindet sich im oberen Sprague River Valley im östlichen Klamath County, Oregon inmitten des Fremont National Forest. Die Anlage befindet sich auf der Südseite des State Highway 140 in der kleinen nichtinkorporierten Siedlung Bly, 69 km nordwestlich von Lakeview und 85 kn nordöstlich von Klamath Falls.
Die Anlage ist ganzjährig für die Öffentlichkeit zugänglich. Etwa 15 km nordwestlich befindet sich das Mitchell Monument, dem einzigen Punkt in den kontinentalen Vereinigten Staaten, an dem während des Zweiten Weltkrieges US-Amerikaner als direkte Folge von Kampfhandlungen durch den Feind getötet wurden.